# 杨正刚
杨正刚（1934年—），湖北郧县人，中国人民解放军将领、中国人民解放军中将。
毕业于空军第四航空学校。1993年，接替刘鹤翘，担任广州军区空军司令员。1997年，由韩瑞阶接任。1993年，授中国人民解放军中将军衔。